# Syzygium tetragonum
Syzygium tetragonum är en myrtenväxtart som först beskrevs av Robert Wight, och fick sitt nu gällande namn av Nathaniel Wallich och Wilhelm Gerhard Walpers. Syzygium tetragonum ingår i släktet Syzygium och familjen myrtenväxter. Inga underarter finns listade i Catalogue of Life.